# EntityCube

Логотип EntityCube

EntityCube — анонсированный корпорацией Microsoft поисковый сервис, целью которого является сбор и систематизация информации обо всех людях, когда-либо упоминавшихся в Интернете.

## Технология
Предполагается, что EntityCube будет вести поиск по открытым ресурсам, таким как новостные сайты, социальные сети, блоги и интернет-форумы, оформляя результат в виде веб-страницы, схожей по своей структуре со статьями Википедии. Главным отличием сервиса от традиционных поисковых систем будет самостоятельный сбор и сортировка данных из Интернета по категориям и в виде графиков, иллюстрирующих частоту упоминаний искомого человека в сети. Вся собранная информация будет делиться на разделы. Также запланировано, что EntityCube сможет различать между собой тёзок и указывать связанные с людьми географические пункты. Одновременно с этим сервис сможет выдать дополнительную информацию о человеке, будь то его друзья и соратники, коллеги и партнёры, соперники и враги. Кроме того, поиск будет возможен не только среди людей, но и по компаниям.
В дальнейшем предполагается интеграция системы с Bing.

## Критика
EntityCube находится в стадии бета-тестирования и поэтому его поиск несовершенен. Например, не решена проблема с поиском однофамильцев. Кроме того, сервис систематизирует информацию только с уже существовавших на момент его создания страниц, но не обрабатывает новые. Поэтому им может быть представлена не самая свежая информация и использовать EntityCube в качестве главного источника информации неэффективно.